# Вулиця Механізаторів (Сіверськодонецьк)
Ву́лиця Механіза́торів — вулиця у Сіверськодонецьку. Довжина 910 метрів. Починається від перетину з вулицею Богдана Ліщини. Проходить між підприємствами. Закінчується на вільній від забудови частині, продовженні вулиці Сметаніна після її перетину з Богдана Ліщини. Забудована промисловими об'єктами.